# Şəfəq (Goranboy)
Şəfəq è un comune dell'Azerbaigian situato nel distretto di Goranboy. Conta una popolazione di 709 abitanti.